# BORA-hansgrohe/2022
Deze pagina geeft een overzicht van de UCI World Tour wielerploeg BORA-hansgrohe in 2022.

## Algemeen
Algemeen manager: Ralph Denk
Teammanager: Rolf Aldag
Ploegleiders: Helmut Dollinger, Bernhard Eisel, Enrico Gasparotto, Jean-Pierre Heynderickx, Christian Pömer, Torsten Schmidt, Christian Schrot, Sylwester Szmyd, Hendrik Werner, Jens Zemke
Fietsmerk: De Rosa

## Renners
| Naam                  | Geboortedatum | Nationaliteit       | Ploeg 2021                         |
| --------------------- | ------------- | ------------------- | ---------------------------------- |
| Giovanni Aleotti      | 25-05-1999    | Italië              |                                    |
| Shane Archbold        | 02-02-1989    | Nieuw-Zeeland       | Deceuninck–Quick-Step              |
| Cesare Benedetti      | 03-08-1987    | Polen               |                                    |
| Sam Bennett           | 16-10-1990    | Ierland             | Deceuninck–Quick-Step              |
| Emanuel Buchmann      | 18-11-1992    | Duitsland           |                                    |
| Matteo Fabbro         | 10-04-1995    | Italië              |                                    |
| Patrick Gamper        | 18-02-1997    | Oostenrijk          |                                    |
| Felix Großschartner   | 23-12-1993    | Oostenrijk          |                                    |
| Marco Haller          | 01-04-1991    | Oostenrijk          | Bahrain-Victorious                 |
| Sergio Higuita        | 01-08-1997    | Colombia            | EF Education-Nippo                 |
| Jai Hindley           | 05-05-1996    | Australië           | Team DSM                           |
| Lennard Kämna         | 09-09-1996    | Duitsland           |                                    |
| Wilco Kelderman       | 25-03-1991    | Nederland           |                                    |
| Jonas Koch            | 25-06-1993    | Duitsland           | Intermarché-Wanty-Gobert Matériaux |
| Patrick Konrad        | 13-10-1991    | Oostenrijk          |                                    |
| Martin Laas           | 15-09-1993    | Estland             |                                    |
| Luis-Joe Lührs        | 20-01-2003    | Duitsland           | -                                  |
| Jordi Meeus           | 01-07-1998    | België              |                                    |
| Ryan Mullen           | 07-08-1994    | Ierland             | Trek-Segafredo                     |
| Anton Palzer          | 11-03-1993    | Duitsland           |                                    |
| Nils Politt           | 06-03-1994    | Duitsland           |                                    |
| Lukas Pöstlberger     | 10-02-1992    | Oostenrijk          |                                    |
| Maximilian Schachmann | 09-01-1994    | Duitsland           |                                    |
| Ide Schelling         | 06-02-1998    | Nederland           |                                    |
| Cian Uijtdebroeks     | 28-02-2003    | België              | -                                  |
| Danny van Poppel      | 26-07-1993    | Nederland           | Intermarché-Wanty-Gobert Matériaux |
| Aleksandr Vlasov      | 23-04-1996    | Rusland             | Astana-Premier Tech                |
| Matthew Walls         | 20-04-1998    | Verenigd Koninkrijk |                                    |
| Frederik Wandahl      | 09-05-2001    | Denemarken          |                                    |
| Ben Zwiehoff          | 22-02-1994    | Duitsland           |                                    |

### Stagiairs
Per 1 augustus 2022
| Naam             | Geboortedatum | Nationaliteit | Vorige ploeg           |
| ---------------- | ------------- | ------------- | ---------------------- |
| Florian Lipowitz | 21-09-2000    | Duitsland     | Tirol KTM Cycling Team |

### Vertrokken
| Naam                | Geboortedatum | Nationaliteit | Ploeg 2022            |
| ------------------- | ------------- | ------------- | --------------------- |
| Pascal Ackermann    | 17-01-1994    | Duitsland     | UAE Team Emirates     |
| Erik Baška          | 12-01-1994    | Slowakije     | Dukla Banska Bystrica |
| Maciej Bodnar       | 07-03-1985    | Polen         | Team TotalEnergies    |
| Marcus Burghardt    | 30-06-1983    | Duitsland     | gestopt               |
| Daniel Oss          | 13-01-1987    | Italië        | Team TotalEnergies    |
| Juraj Sagan         | 23-12-1988    | Slowakije     | Team TotalEnergies    |
| Peter Sagan         | 26-01-1990    | Slowakije     | Team TotalEnergies    |
| Andreas Schillinger | 13-07-1983    | Duitsland     | gestopt               |
| Michael Schwarzmann | 07-01-1991    | Duitsland     | Lotto Soudal          |
| Rüdiger Selig       | 19-02-1989    | Duitsland     | Lotto Soudal          |

## Overwinningen
| Nationale kampioenschappen wielrennen Colombia - wegwedstrijd: Sergio Higuita Duitsland - tijdrit: Lennard Kämna Duitsland - wegwedstrijd: Nils Politt Oostenrijk - tijdrit: Felix Großschartner Oostenrijk - wegwedstrijd: Felix Großschartner Ronde van Valencia 3e etappe: Aleksandr Vlasov Eindklassement: Aleksandr Vlasov Ruta del Sol 5e etappe: Lennard Kämna Ronde van de Algarve 5e etappe: Sergio Higuita Ronde van Catalonië Eindklassement: Sergio Higuita Bergklassement: Sergio Higuita Jongerenklassement: Sergio Higuita Ronde van de Alpen 3e etappe: Lennard Kämna | Ronde van Romandië 4e etappe: Sergio Higuita 5e etappe (ITT): Aleksandr Vlasov Eindklassement: Aleksandr Vlasov Eschborn-Frankfurt Sam Bennett Ronde van Italië 4e etappe: Lennard Kämna 9e etappe: Jai Hindley Eindklassement: Jai Hindley Ronde van Keulen Nils Politt Ronde van Noorwegen 4e etappe: Marco Haller Ronde van Zwitserland 5e etappe: Aleksandr Vlasov Jongerenklassement: Sergio Higuita Ploegenklassement: *1) | Sibiu Cycling Tour 2e etappe: Giovanni Aleotti 3e a etappe (ITT): Giovanni Aleotti Eindklassement: Giovanni Aleotti Puntenklassement: Giovanni Aleotti Jongerenklassement: Cian Uijtdebroeks Ronde van Polen 3e etappe: Sergio Higuita Ronde van Burgos Ploegenklassement: *2) Baltic Chain Tour 2e etappe: Martin Laas* Ronde van Spanje 2e etappe: Sam Bennett 3e etappe: Sam Bennett BEMER Cyclassics Marco Haller Ronde van Groot-Brittannië 5e etappe: Jordi Meeus Primus Classic Jordi Meeus |

* als lid van het nationaal team
*1) Ploeg Ronde van Zwitserland: Großschartner, Haller, Higuita, Palzer, Schachmann, Vlasov, Wandahl
*2) Ploeg Ronde van Burgos: Buchmann, Fabbro, Gamper, Hindley, Kelderman, Laas
2010 · 2011 · 2012 · 2013 · 2014 · 2015 · 2016 · 2017 · 2018 · 2019 · 2020 · 2021 · 2022 · 2023 · 2024 · 2025
AG2R-Citroën · Astana Qazaqstan · Bahrain Victorious · BORA-hansgrohe · Cofidis · EF Education-EasyPost · Groupama-FDJ · INEOS Grenadiers · Intermarché-Wanty-Gobert Matériaux · Israel-Premier Tech · Lotto Soudal · Movistar Team · Quick Step-Alpha Vinyl · Team BikeExchange Jayco · Team DSM · Team Jumbo-Visma · Trek-Segafredo · UAE Team Emirates